# 亀御料人
亀御料人（かめごりょうにん、天文3年（1534年）- 天文21年（1552年））は、戦国時代の女性。

## 生涯
父は武田信虎で第5女と伝わる。生年から晴信の妹である。母は側室楠浦氏の娘である。
父・信虎が兄の晴信により駿河へ追放された時はわずか8歳で、そのため晴信に養われて養女となる。夫となった大井信為は晴信の母・大井の方の兄である信業の子であり、晴信にとっては従兄に当たる。しかし信為は天文18年（1549年）に早世した。
亀御料人も、夫の死から3年後に病気によって19歳で没した。夫との間に子供はいなかったようである。
法名は光岩宗玉大禅定尼である。